# Palais Moszinska

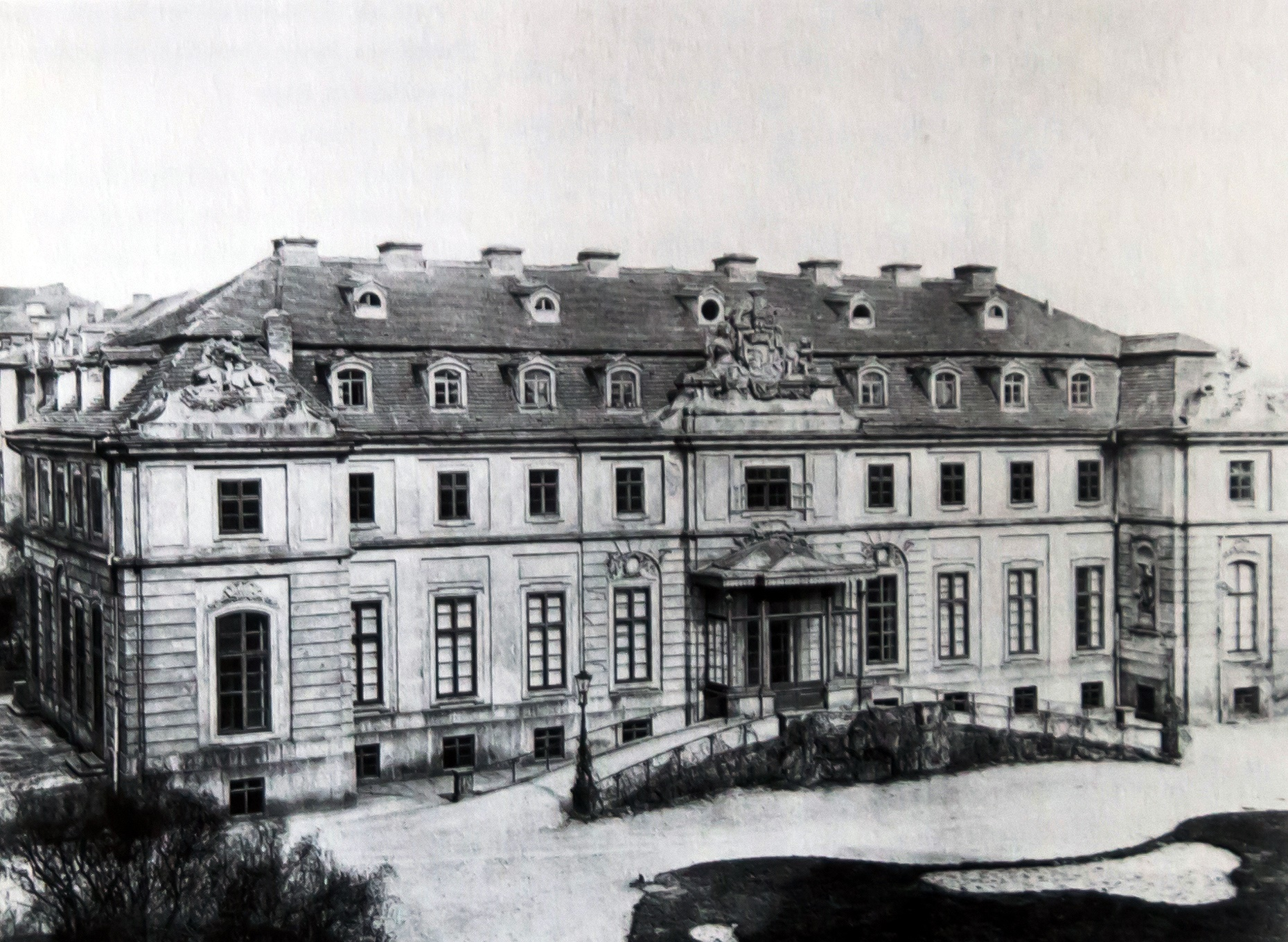
Palais Moszinska mit dem dreifenstrigen Mittelrisaliten und der geschwungenen, zweiläufigen Treppe zur Straßenseite hin. Kurz vor dem Abbruch um 1870.

Das Palais Moszinska (auch Palais Moszyńska oder Palais Mosczinska) in Dresden war ein barockes Palais vor dem Seetor südlich des Dohnaischen Schlags, zwischen Bürgerwiese und Sidonienstraße, das 1742–44 von Julius Heinrich Schwarze für die uneheliche Tochter von August dem Starken und Constantia von Cosel, Gräfin Friederike Alexandrine Moszyńska (1709–1784), Witwe des 1737 verstorbenen Grafen Moszyński, errichtet worden war. Zum Palais gehörte eine prachtvolle große Gartenanlage im Rokokostil.
Bei der Anlage der Seevorstadt nach 1835 wurde zuerst der Garten des Palais parzelliert; 1871 erfolgte schließlich der Abbruch des Gebäudes, das nach dem Tod der Gräfin zunächst als Militärhospital, später von der preußischen Gesandtschaft genutzt worden war. An seiner Stelle befand sich später geschlossene Wohnhaus-Bebauung rund um die heutige Lindengasse.

## Beschreibung

Palais und Garten im Jahr 1778. Oben rechts der Dohnaische Schlag

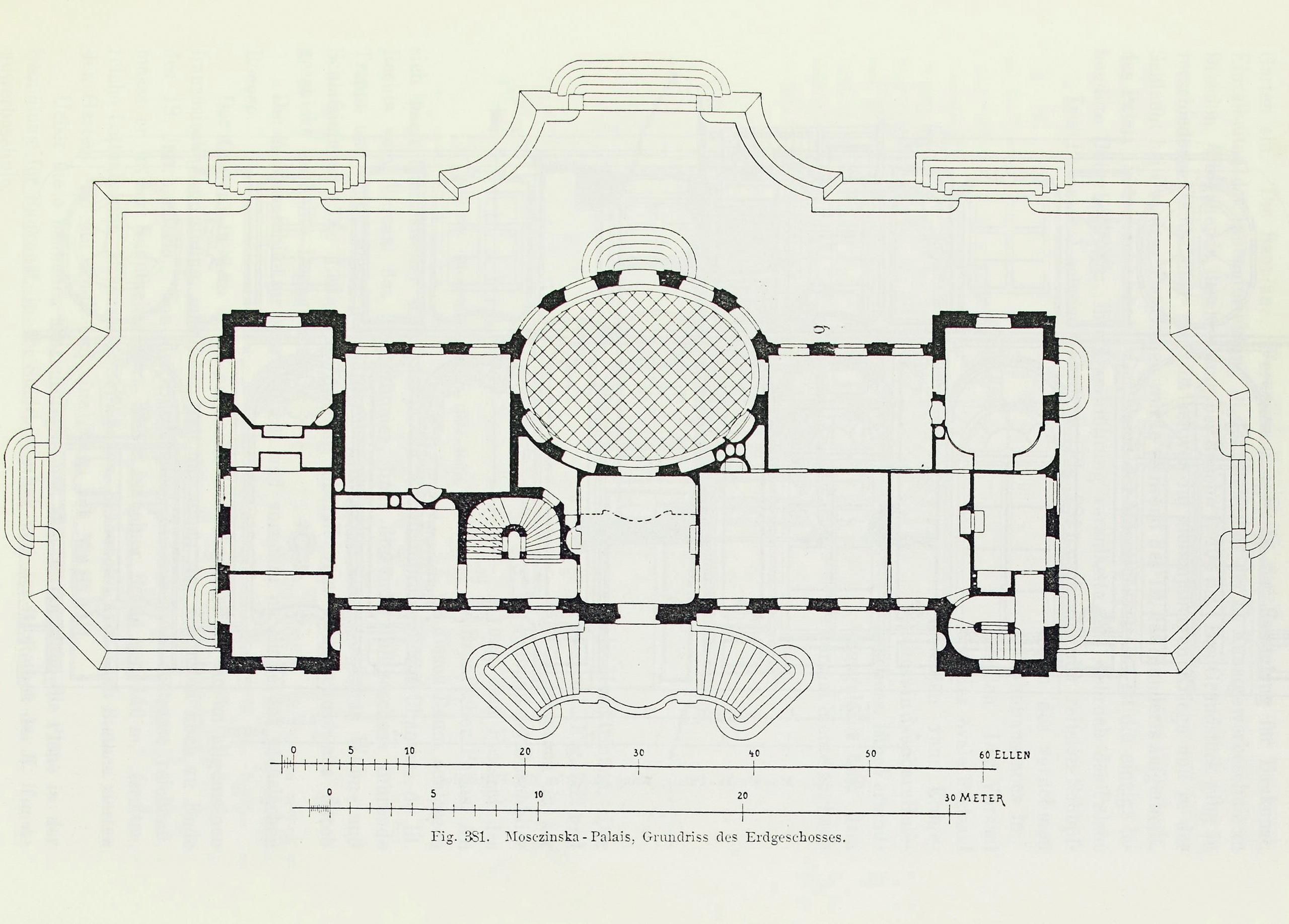
Grundriss: Straßenseite unten; Gartenseite oben

Querschnitt

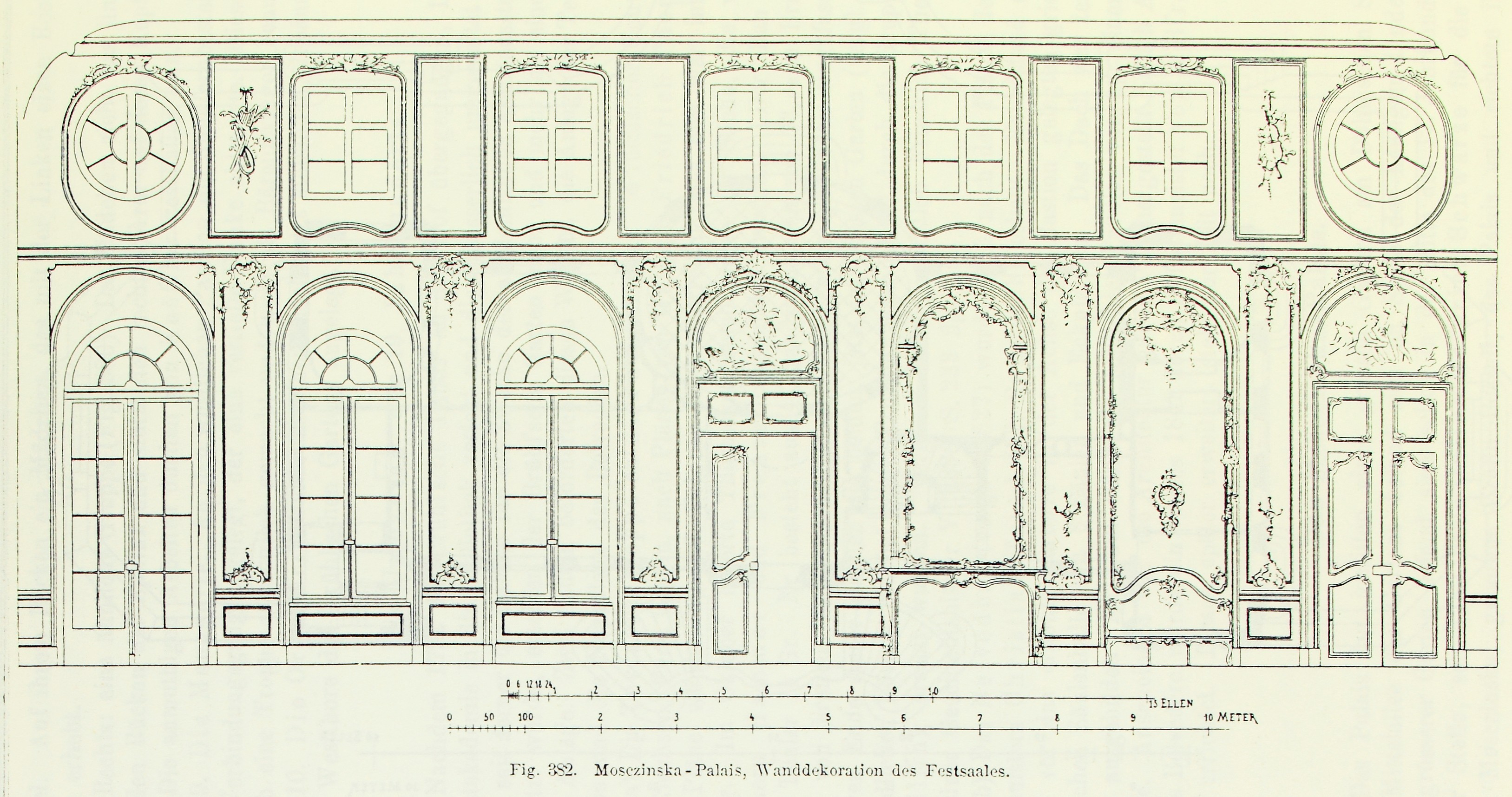
Wanddekoration des Festsaals

### Palais
Das Gebäude von elf zu fünf Fensterachsen war zwei Geschosse hoch und ruhte auf einem hohen Sockel, dem Kellergeschoss. Das Erdgeschoss war durch seine Höhe und durch den Quaderputz deutlich hervorgehoben. Das Obergeschoss war demgegenüber deutlich niedriger; darüber befand sich ein Mansarddach.
Die Fassade zur Hofseite hin war in der Mitte durch einen dreiachsigen Mittelrisaliten gegliedert. Die Seiten des Gebäudes waren mit einachsigen Pavillons akzentuiert. Eine doppelläufige, geschwungene Treppe mit schmiedeeisernem Gitter und vorgelegtem künstlichen Felsen war vor dem Eingangsbereich angelegt worden. Der plastische Schmuck der Fassaden war sehr zurückhaltend eingesetzt, so befanden sich in Nischen der Eckpavillons im Erdgeschoss je eine Figur, im Osten wohl Pan, im Westen eine weibliche Figur. Die Giebelaufsätze über der Mittelachse und den beiden Pavillons waren dagegen prunkvoll. Über dem Haupteingang befand sich eine mächtige Kartusche mit dem Wappen der Gräfin Moszinska, umgeben von Putten mit Blumengirlanden. Die Giebel der Eckpavillons hingegen zeigten eine Sphinx mit Putto und Blumengirlanden. Zur Gartenseite standen über den Pavillons Vasen und jeweils seitlich der Vasen je ein Phönix und ein Putto. Der Grundriss des Gebäudes zur Gartenseite hin war durch den ovalen Mittelsaal geprägt, der beide Stockwerke einnahm und konvex aus der Fassade vorsprang. Vor diesem befand sich eine Freitreppe, die ebenso wie der Festsaal oval geformt war und mit Statuen geschmückt wurde.
Betrat man das Palais durch den hofseitigen Eingang, gelangte man in einen Vorsaal, von dem aus der Zugang zum über zwei Geschosse reichenden Festsaal möglich war. Der ovale Saal lag, wie beim Vorbild Vaux-le-Vicomte genau in der Mittelachse der Anlage. Auf der rechten Seite des Vorsaals lag das Speisezimmer, dahinter die Garderobe. Links befand sich die zum Obergeschoss führende Treppe und vermutlich weitere Wohn- und Schlafräume. Zur Rechten des Festsaals befand sich ein vollständiges Appartement. Die linke Seite war symmetrisch dazu ausgelegt. Zwei rechteckige, dreifenstrige Räume begrenzten symmetrisch den Festsaal und bildeten die Verbindungen zu den sich anschließenden Eckräumen, die sich hinter den einachsigen Seitenpavillons zur Gartenseite hin befanden.
Alle Wände der Vorräume waren durch profilierte Rahmen in Rocailleornamentik gegliedert. Der Festsaal folgte in seiner Gestaltung unmittelbar dem von Germain Boffrand 1735 bis 1740 neu ausgestatteten Hôtel de Soubise. Die Wandfelder zwischen den rundbogigen Türen und Fenstern des Erdgeschosses waren als Pilaster gestaltet, deren Rahmen oben und unten in Rocailleformen endeten.

### Garten

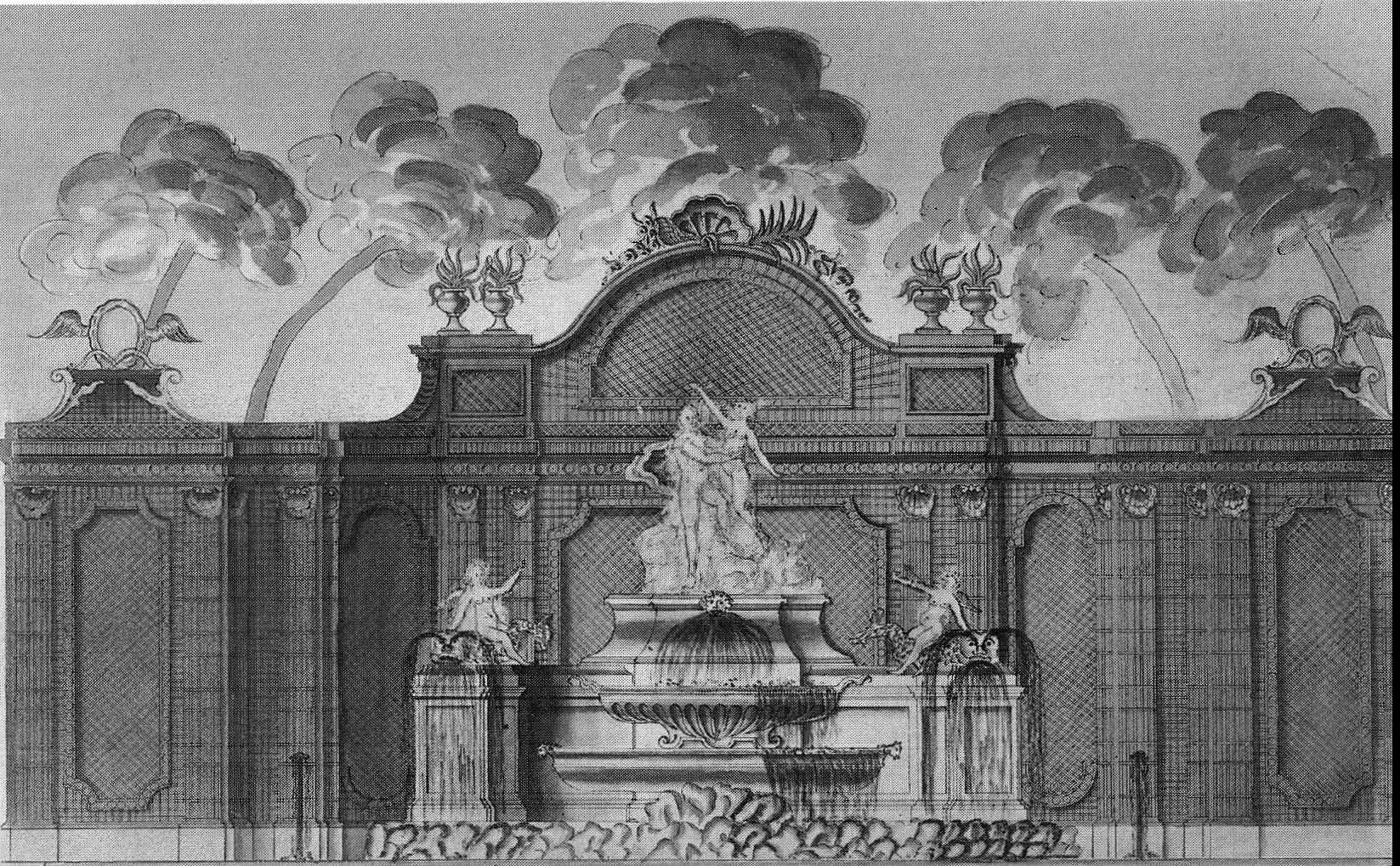
Garten des Palais Moszinska

Das Grundstück des Palais befand sich auf dem Gelände der späteren Seevorstadt, das bis ins 19. Jahrhundert nur unzusammenhängend bebaut war. „Das Land wurde zumeist durch große Gärten genutzt, die den Angehörigen des Adels gehörten“. Die Gartenanlage befand sich zwischen Bürgerwiese und Sidonienstraße, war 380 m lang und 140 m breit. Sie war eine der bedeutendsten in Dresden, gleich nach dem Türkischen Garten, dem Großen Garten und dem Brühlschen Garten. Bei Entwurf und Gestaltung derselben orientierte sich Schwarze an Knöffel und gestaltete den Garten als eine französische Anlage mit Broderie- und Rasenparterres. Am Ende der zur Bürgerwiese führenden Hauptachse, gegenüber dem Dohnaischen Schlag, befand sich ein Point de vue bestehend aus der Brunnenanlage, Wasserkünsten, Grotten, Nagelwerk, Schaukeln und anderen Spielanlagen.
Viele Statuen waren von Lorenzo Mattielli geschaffen worden. Schwarze entwarf dabei eine Brunnendekoration mit abschließendem Nagelwerk. Den Brunnen schmückte eine Mittelgruppe, die vermutlich die Geburt der Venus oder Poseidon mit Amphitrite darstellte. Die mittlere Gruppe wurde seitlich von weiteren Figurengruppen geschmückt. So war jeweils eine Nymphe zu sehen, die auf einem Delphin ritt.
Der Garten zählte aufgrund der reichen Ausstattung mit Grotten, Statuen, Karussells und Pavillons zu den bedeutendsten Dresdens.

## Geschichte von Haus und Garten

### Vorgeschichte

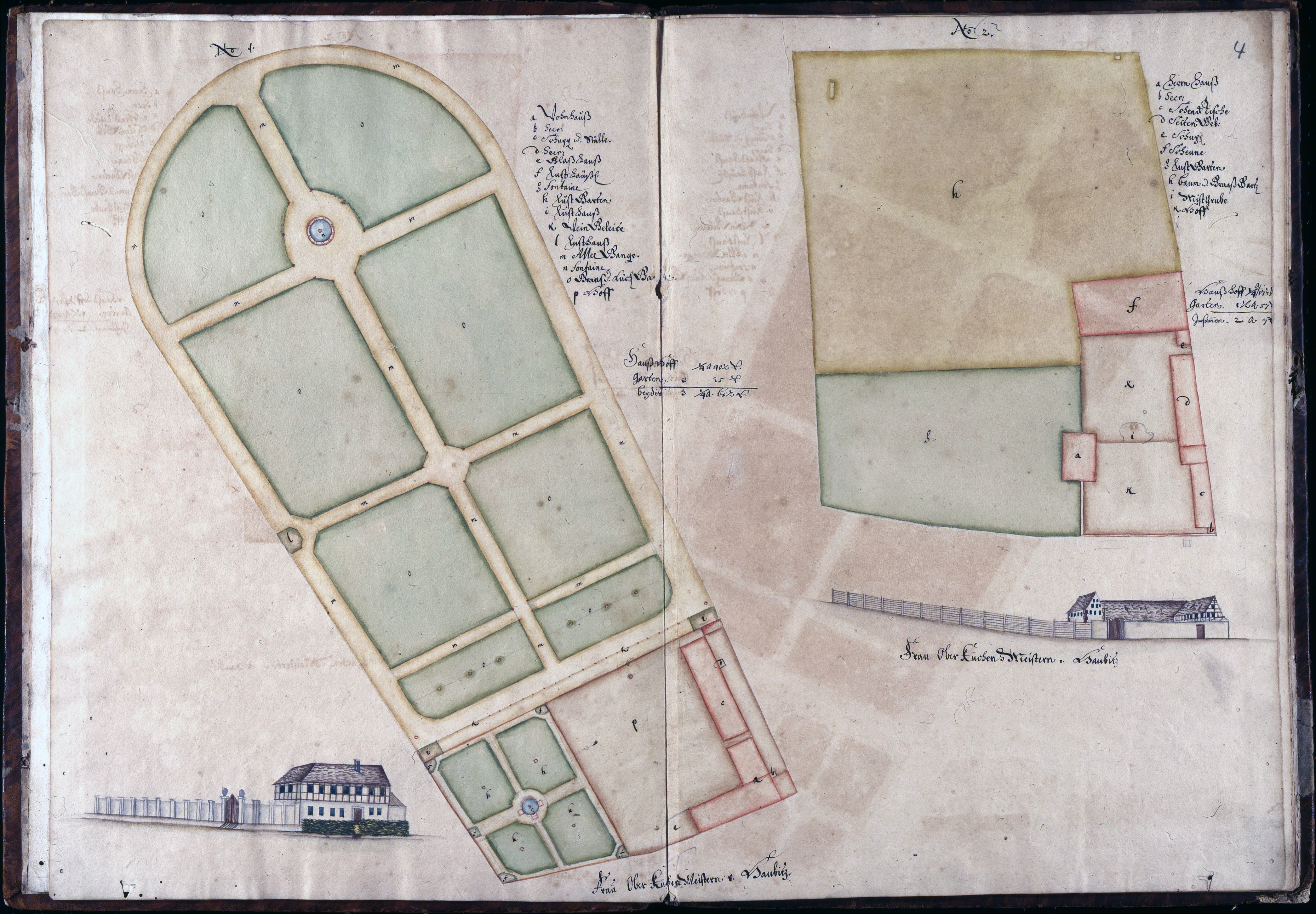
Garten und Vorwerk im Jahr 1706 (Süden ist oben).

Ein größerer Garten befand sich bereits im 17. Jahrhundert an der Stelle, an der sich die Gräfin Moszinska von Julius Heinrich Schwarze ab 1742 Palais samt Garten errichten ließ. Der kurfürstlich-sächsische Oberlandbaumeister Wolf Caspar von Klengel hatte 1684 und 1687 von Gräfin und Graf von Wrschowitz zwei Grundstücke an der Bürgerwiese erworben. Hans August Nienborgs Kartierung der Dresdner Vorstädte von 1706 zeigt das Grundstück als barockes Gartengrundstück mit Alleen, einer großen und einer kleinen Fontäne. In der unteren linken Ecke der Abbildung – Süden ist oben, das heißt die Bürgerwiese verläuft am unteren Rand der Anlage – befindet sich ein Lustgarten, direkt an der Bürgerwiese ein Wohnhaus mit Schuppen und Stall. Die Abbildung des Gebäudes zeigt ein relativ großes Haus als Fachwerkbau. Der Garten wurde unter anderem für Feste und Empfänge genutzt, auch unter Anwesenheit des Kurfürsten.
In stadtwärtiger Richtung direkt neben dem Gartengrundstück befand sich ein Vorwerk mit Wohnhaus, Hof, Garten, Feld und Wiese. Dort wurde unter anderem Geflügel gehalten, aber auch Getreide gelagert. Dieses Grundstück kaufte 1703 der Kammerherr Johann Adolph von Haugwitz, Ehemann Sophia Eleonora von Klengels und damit Schwiegersohn des 1691 verstorbenen Oberlandbaumeisters, zum Garten dazu.
Die Gräfin Moszinska erwarb im April 1742 von Sophia Eleonora von Klengel, in zweiter Ehe Freifrau von Seyffertitz, den Garten und das Vorwerk „mit allen zum Garthen gehörigen Lust-, Wohn- und anderen Gebäuden, Garten-Gewächßen, denen beiden Röhrn-Waßern, und andern dabey befindlichen Zugehörungen, insbesonderheit auch mit der Orangerie und andern in der von Frau Verkäufferin unterschriebenen Specification sub A. benannten Inventarien-Stücken, das Vorwerg aber mit allen Gebäuden, Garthen, auch was darinnen Erd-, Wand-, Nied- und Nagelfeste ist […] im Pausch und Bogen […] vor Acht Zehen Tausend Fünff Hundert Thaler.“ Garten und Vorwerk waren nach Empfang der 18.500 Taler zu übergeben, wobei sich Gräfin Moszinska verpflichtete, das Mobiliar samt Bettgestell und Bett, Tischen, Stühlen und Canapés der Frau von Seyffertitz auszuhändigen.
Die neue Eigentümerin erweiterte das Gelände durch zusätzliche Bodenkäufe und bat am 2. Juni 1742 den Rat der Stadt um die Erlaubnis, am Dohnaischen Schlag (einer Zollstation vor der Bürgerwiese) zwei Tore in die Mauer um die Bürgerwiese schlagen zu dürfen, um einen Fahrweg über den Kaitzbach zu ihrem Grundstück anlegen zu können. Auch die für von Klengel gepflanzten Linden sollten entfernt werden. Der Rat hatte nichts einzuwenden und genehmigte der Halbschwester des sächsischen Kurfürsten und polnischen Königs diese Baumaßnahmen.
Oberlandbaumeister Julius Heinrich Schwarze wurde mit dem Bau eines repräsentativen Wohnhauses für die Gräfin beauftragt. Die Bauarbeiten dauerten von 1742 bis 1744 und es entstand ein typisches Beispiel für den sächsischen Rokoko und „eine der vollendetsten Schöpfungen des vornehmen Wohnungsbaus in der Stadt.“

### Höfische Feste

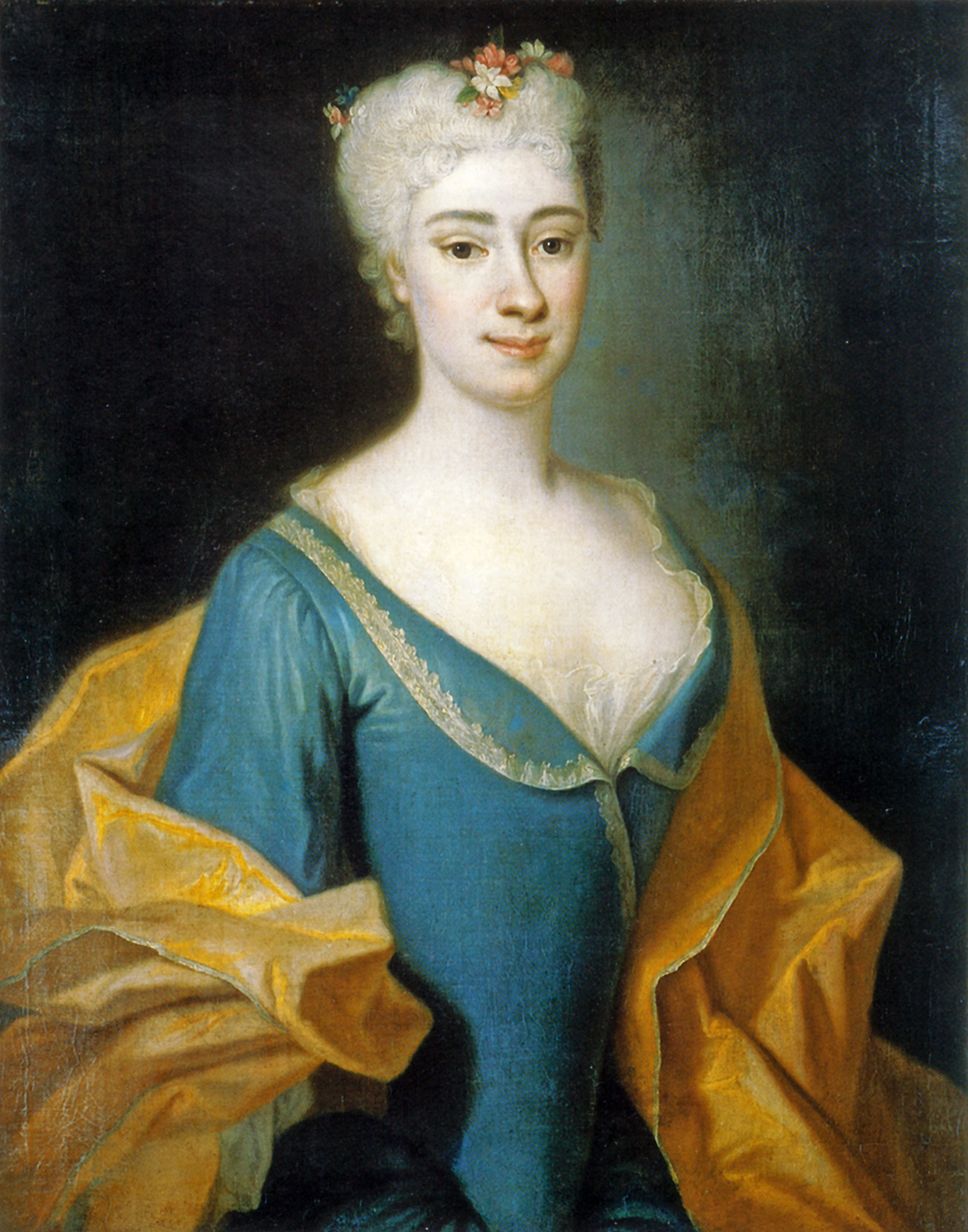
Gräfin Moszinska auf einem Ölgemälde von Louis de Silvestre

Das Einweihungsfest fand am 19. Mai 1744 statt, selbstverständlich in Anwesenheit des königlichen Hofes. Im selben Jahr gab die Gräfin noch eine ganze Reihe großer Feste. Sie verweilte für den Rest des Jahres im Palais und gab wöchentlich montags und donnerstags Ball und Souper. Auch in späteren Jahren waren das Palais und der großartige Garten Schauplatz häufiger Feste. Im Garten waren verschiedene Spielplätze angelegt worden, so dass dort Ringrennen samt Triumphwagen und Musikkapellen stattfinden konnten, aber auch andere Geschicklichkeitsspiele zur Belustigung der höfischen Gesellschaft wie Trou-Madame, ein Spiel mit Kegeln und Kugeln für die Damen, oder Jeu de corbeille, wohl eine frühe Form des heutigen Basketball. Häufig waren die königlichen Hoheiten und andere Personen von Stand zu Gast, um nach den Spielen im Garten ein kostbares Essen zu genießen. Anschließend wurden ein Feuerwerk oder ein „Nachtschießen“ inszeniert, das alles bei prächtiger Illumination des Gartens. Besonders gern war das Kurprinzenpaar Maria Antonia und Friedrich Christian zu Gast.
Während des Siebenjährigen Krieges war die Umgebung Dresdens mehrfach von preußischen Truppen besetzt. So nahm der preußische König das Palais 1756 und 1759 als sein Quartier in Beschlag. Im Mai 1761 quartierte im Garten Prinz Albert, der spätere Begründer der Albertina in Wien. Durch die Beanspruchung durch die verschiedenen Parteien nahm insbesondere die Gartenanlage Schaden. So hatten die Preußen für den Kampf gegen die in Dresden stationierten kaiserlichen Truppen hier eine Batterie angelegt und beschossen die Stadt.
Nach den nötigen Instandsetzungsarbeiten konnte 1764 die Gräfin ihre Gastfreundschaft wiederaufnehmen. Zudem scheint der Garten spätestens seit den 1770er-Jahren auch frei zugänglich gewesen zu sein. So berichtet Benjamin Gottfried Weinart: „Dieser schöne Garten steht einem jeden zum Vergnügen offen, und es ist ohnstreitig die besuchtigste Promenade der Dresdner beau monde.“

### Nach dem Tod der Gräfin Moszinska: Verkauf und weitere Nutzung

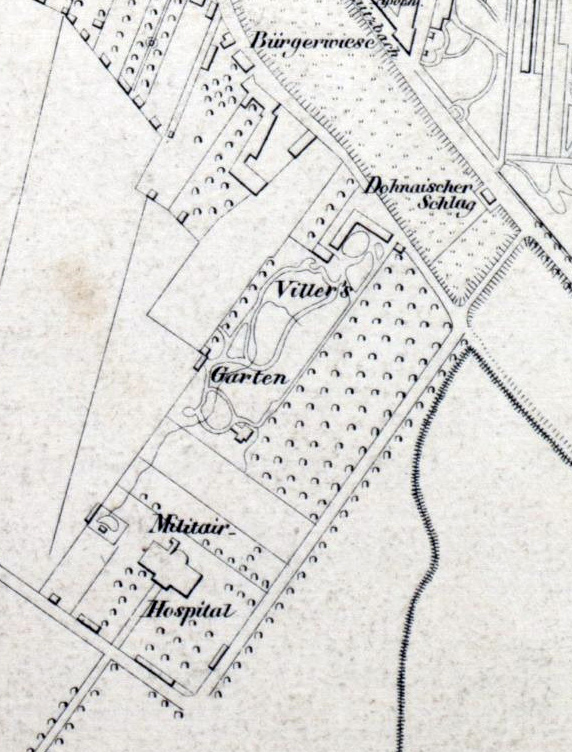
Das als Militärhospital genutzte Palais und der Garten Frédéric de Villers auf einem Stadtplan von 1828.

Nach dem Tod der Gräfin – sie starb im Dezember 1784 – erbten ihre beiden Söhne August Friedrich († 1786) und Friedrich Joseph Kantius zu gleichen Teilen, die Verantwortung für das Anwesen und den eventuellen Verkauf wurde dem jüngeren Bruder Friedrich Josef übertragen. Dieser wurde 1793 durch Abfindung seines Neffen Johann Nepomuc Alleineigentümer von Palais und Garten. Am 30. Dezember 1794 tauschte er aber seinen Besitz gegen ein Gut des Grafen Paul Xaverius Brostowsky. Aus rechtlichen Gründen – der polnische Graf durfte den Besitz des Grundstücks in Sachsen nicht antreten – behielt Moscinsky es zu treuen Händen und verkaufte es für Rechnung des Grafen 1795 zu gleichen Teilen an Friederike Elisabeth von Nicklewitz und den Appellationsrat Hanns Rudolf Wilhelm von Minckwitz. 1801 teilten die beiden neuen Eigentümer den Besitz: Elisabeth von Nicklewitz erhielt das im nordwestlichen Teil des Grundstücks gelegene Vorwerk und ein Stück Wald, Minckwitz behielt das Palais samt Garten und allen darin befindlichen Gebäuden. Zu dieser Zeit wurde der Garten noch gern für Spaziergänge genutzt, so beschrieb Friedrich Gottlob Leonhardi ihn 1803 als angenehmen Ort mit Bogengängen aus Linden und Buchen an einer stolzen Lindenallee.

„Uebrigens verwittern hier schöne Gruppen in Sandstein, meistens von Mattielli; die Fontainen sind versiegt, und die Cascade des englischen Wasserstücks tanzt nicht mehr in leichten Linien über die Stuffen hinab durch einen Boulingrin, welcher in der Mitte einer sanften von Bäumen umkränzten Erhöhung liegt. Aber Hänflinge beleben noch das Gehölze und die anmuthvolle umliegende Gegend blickt freundlich durch die Oefnungen der Mauer herein. In dem dabey befindlichen Vorwerke wird eine gut eingerichtete Milchwirtschaft betrieben.“

Nach einigem Hin und Her wurde der Minckwitzsche Teil des Grundstücks – Palais, Lustgarten und alle Gebäude an der Bürgerwiese – im März 1805 an den Stadtgerichtsaktuar Christian Friedrich Georgi verkauft. Zu dieser Zeit müssen noch viele Teile der ehemals prachtvollen Ausstattung erhalten gewesen sein. Georgi verkaufte 1811 das Palais samt einem Drittel des Geländes zur Einrichtung eines Militärhospitals dem sächsischen Staat und erzielte dabei einen Preis, der um die Hälfte über dem Betrag lag, den er sechs Jahre zuvor bezahlt hatte. Während der Befreiungskriege errichtete Napoleons Militär 1813 eine Schanze im Garten, die am 26. August des Jahres Schauplatz verlustreicher Kämpfe zwischen österreichischen und französischen Truppen war, der Garten verwandelte sich in ein Schlachtfeld. Bis 1837 diente das Palais weiter als Militärhospital.
Etwa ein Jahr nach dem Tod Georgis kaufte sein Schwager Frédéric de Villers 1826 die aus der Erbmasse verbleibenden restlichen zwei Drittel des Grundstücks. Er ließ durch den jungen Architekten Woldemar Hermann die schon bestehenden Wirtschafts- und Wohngebäude an der Bürgerwiese aus- und umbauen. Das dahinter gelegene Gartengrundstück des Moszinska-Palais blieb aber vorerst unangetastet. So beschrieb Villers 1834 in einem Schreiben an den Rat der Stadt ausführlich Umfang des Gartens, Art der Bepflanzung, den Bestand an Obstanlagen und Gewächshäusern. Das Grundstück war zu dieser Zeit noch von hohen, zur Gewährung von Ausblicken (sogenannten „Ahas“) unterbrochenen Mauern umgeben.

### Parzellierung des Gartens und Abriss des Palais (1838–1872)
1838 wurde das Palais-Gebäude für 16.500 Taler an den Töpfer Christian Gottlieb Messerschmidt verkauft, der hier eine Tonwarenfabrik einrichtete, die allerdings bald bankrottging. Der Kammerherr Hanns Friedrich Curt von Lüttichau erwarb das Haus und den das Haus umgebenden Teil des Gartens. Später war es für längere Zeit Sitz der Königlich Preußischen Gesandtschaft.
1838 begann auch die Parzellierung des restlichen Gartengeländes und damit die Anlage der auch heute noch existierenden und in etwa dem Verlauf der Hauptachse des Palais-Gartens folgenden Lindengasse, an deren Ecke zur Bürgerwiese Woldemar Hermann für Villers ein klassizistisches Wohnhaus mit baulicher Verbindung zu den schon bestehenden Bauten errichtete. Auch die weiteren Grundstücke entlang der Gartenfront zur Bürgerwiese wie auch entlang der neuen Lindengasse wurden verkauft. Dort entstanden viele hervorhebenswerte Gebäude, etwa das Seebachsche Haus oder das in den 1840er-Jahren von der Fürstin Pückler bewohnte sehr große Eckhaus zur Lüttichaustraße (auch dieses auf dem ehemaligen Grundstück des Palais). Die Bürgerwiese wurde in diesen Jahren zur Promenade der Hautevolee Dresdens.
Weitere Straßen wurden auf dem Grundstück des Palaisgartens sowie auf dem direkt benachbart liegenden Land des Mosczinskyschen Vorwerks angelegt, etwa die Moszinskystraße und die Struwestraße. Es entstand das Englische Viertel in der östlichen Seevorstadt, das bis zur Lindengasse in geschlossener Mietsbebauung, östlich davon, vor allem entlang der Parkstraße, in offener Villenbebauung errichtet wurde.

## Kunstgeschichtliche Bedeutung

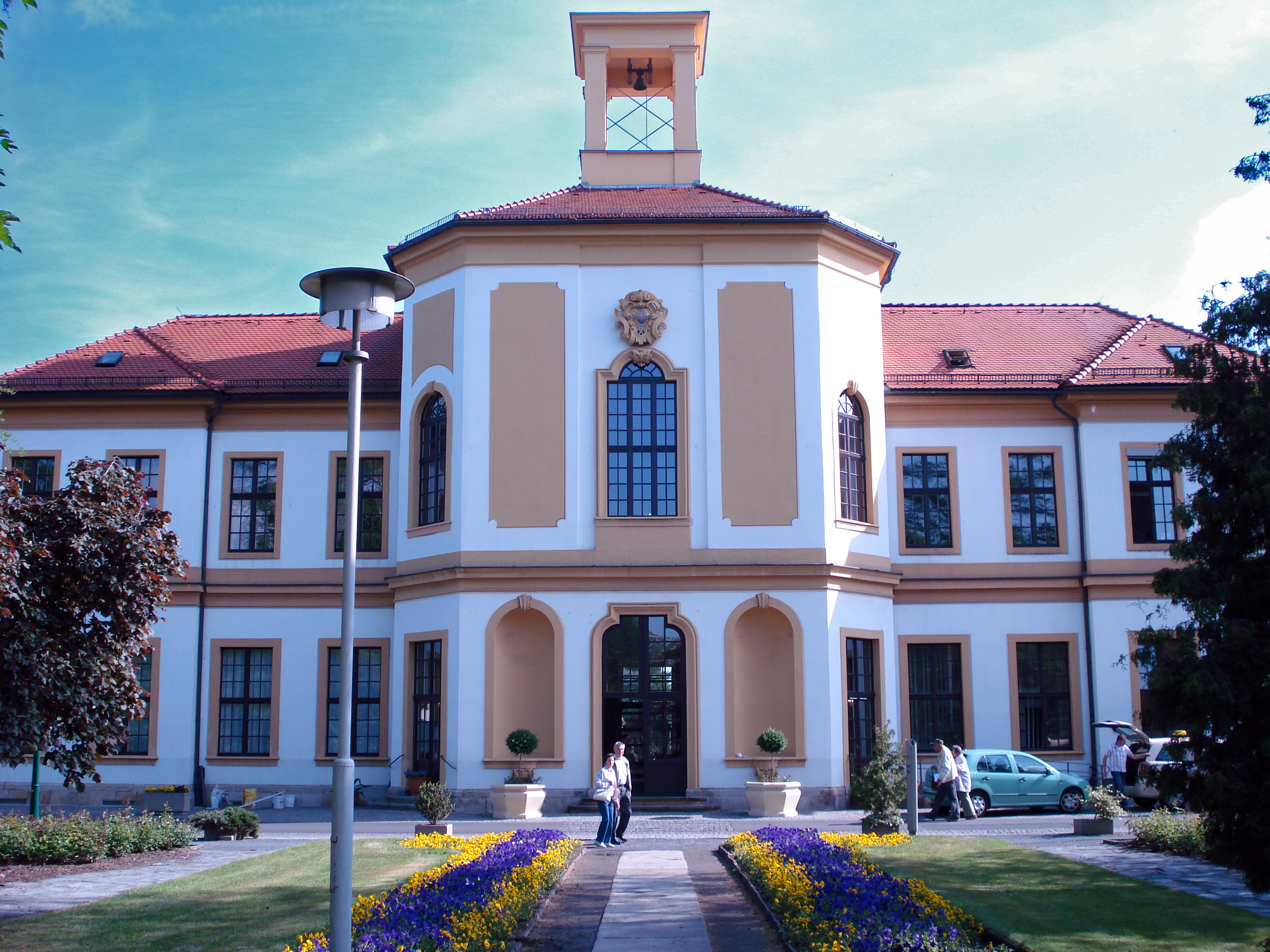
Krankenhaus Friedrichstadt im Palais Brühl-Marcolini

Das Palais Moszinska gilt als das Hauptwerk Julius Heinrich Schwarzes. Es repräsentierte in „Umfang, Anlage und Ausstattung den Typ des intimen französischen Hôtels“, wobei der Grundriss „eine enge Verwandtschaft zum von Louis Le Vau erbauten Schloss Vaux-le-Vicomte“ aufwies. Die Ausstattung war nach dem Vorbild des „Hôtel de Soubise auf den Höhepunkt geführt.“ Die französische Aristokratie lehnte nach dem Tod des Roi-Soleil repräsentative Schlossbauten ab und wünschte sich seit 1715 eine Architektur des französischen Stadtpalais (franz. Hôtel). Der Hôtel-Stil konnte sich jedoch in Dresden erst nach dem Tod Augusts des Starken weiterentwickeln, als Heinrich von Brühl die Regierungsgeschäfte übernahm. Dabei ist es „bemerkenswert, in welcher kurzen Frist die Dresdner Architektur die neuen Formen aufnahm und weiterentwickelte“, wobei Schwarze als erster die Elemente des Rokoko in seine Bauten aufnahm. Der Bau wurde Vorbild für andere Dresdner Bauten, wie etwa das Palais Brühl-Marcolini. „So war es nicht verwunderlich, dass Knöffel nach 1743 für … [das Palais Brühl-Marcolini] einen dem Zeitgeschmack gemäßen Entwurf mit einem ovalen Mittelraum, verwandt dem eben vollendeten Mosczynska-Palais Schwarzes, vorlegte“. Das rokoko-klassizistische Palais Boxberg kopierte die zur Gartenseite befindliche Fassade des Palais und „wiederholte mit seinem ausbauchenden, dreigeschossigen dreiachsigen Mittelrisalit und dem aufgipfelnden, geschwungenen Giebel … [die] Gartenfront des Palais Mosczynska“. Die Gartenfassade wurde auch für das Jagdschloss Hubertusburg und für den Fassadenplan für die Friedrichstadt von 1745 kopiert.